# 1510-ті

## Події
- 1512 — початок війни Великого князівства Московського з Великим князівством Литовським
- 1512 — напад кримських татар на Волинь
- 1514 — участь населення Закарпаття у Селянській війні в Угорщині під проводом Д. Дожі

## Монархи
- Королем Англії був Генріх VIII.
- Великим князем Московським був Василій III.
- Імператором Священної Римської імперії був Максиміліан I, а з 1519 року - Карл V, який при цьому одночасно з 1516 року був регентом Іспанії при власній матері, королеві Хуані I Божевільній з 1516 року.
- Королем Арагону до 1516 року був Фернандо II.
- Король Польщі — Сигізмунд I Старий.
- Королем Франції до 1515 року був Людовик XII, після його смерті королем став його племінник Франциск I.
- Папою Римським до 1513 року був Юлій II, потім Лев X.

## Народились
- Корнякт Костянтин